# Janusz Zagórski
Janusz Ryszard Zagórski (ur. 9 marca 1958 w Żarach) − polski dziennikarz, publicysta, ufolog, badacz zjawisk niewyjaśnionych, założyciel oraz prezenter Niezależnej Telewizji (NTV). Z wykształcenia politolog.

## Życiorys

### Wykształcenie
Absolwent II Liceum Ogólnokształcącego im. Gen. Aleksandra Zawadzkiego w Świdnicy. Ukończył studia z zakresu nauk politycznych na Wydziale Nauk Społecznych Uniwersytetu Wrocławskiego. Od 1982 studiował dodatkowo filozofię, którą przerwał po trzech latach, gdy otrzymał wezwanie do odbycia rocznej służby wojskowej.

### Działalność publiczna
Był członkiem Zrzeszenia Studentów Polskich oraz Polskiej Zjednoczonej Partii Robotniczej. W 1984 założył na UWr niezależne stowarzyszenie Ruch Alternatywnego Myślenia. W latach 1983−1990 pracował w Państwowej Wyższej Szkole Sztuk Plastycznych we Wrocławiu, prowadząc wykłady autorskie z zakresu filozofii, socjologii i nauk politycznych. Przez dwa lata uczęszczał na zajęcia studium doktoranckiego w Warszawie, nie ukończył jednak rozpoczętego doktoratu. Następnie na krótko wyjechał z kraju. W 1990 założył niepaństwową placówkę edukacyjną, Ośrodek Edukacji i Kontaktów Międzynarodowych.
W 1995, podczas wyborów uzupełniających do Senatu, startował jako bezpartyjny kandydat z listy Komitetu Wyborczego Forum Nowej Cywilizacji „Piramida” w okręgu wrocławskim. Uzyskał wynik 1,90%, zajmując ostatnie miejsce.

## Badania fenomenu UFO
Od końca lat 80. aktywnie zaangażowany w badanie fenomenu UFO. W 1993 z jego inicjatywy powstało Forum Wiedzy Alternatywnej. W jego ramach odbyło się kilkadziesiąt spotkań dyskusyjnych dotyczących tematów zjawisk paranormalnych. W 1995 przekształciło się ono w Forum Nowej Cywilizacji. Rok później we współpracy z Telewizją Wrocławską realizował cykl programów pt. „Odpowiedzmy sami”. Od 1997 inicjator i główny organizator największej w Polsce cyklicznej imprezy poświęconej tematyce ufologicznej, UFO Forum. Współpracował także z popularnym dziennikiem dolnośląskim „Słowo Polskie”, publikując na jego łamach ponad 100 artykułów. Podejmował stałą współpracę dziennikarską z Rozgłośnią Regionalną Polskiego Radia Wrocław, współredagując i współprowadząc nocny, cykliczny program radiowy pod hasłem „Skąd przychodzimy, dokąd zmierzamy, kim jesteśmy?”.
W latach 1998−2007 był jednym z ekspertów od zjawisk niewyjaśnionych w programie Nie do wiary, emitowanym w telewizji TVN.
W kwietniu 1999 współorganizował przyjazd do Polski Michaela Cremo. W latach 2004−2007 zorganizował największą na świecie akcję monitorowania online zjawiska UFO i piktogramów w Wylatowie. Od 2003 organizuje na Ślęży zloty „Harmonia Kosmosu”. Od grudnia 2008 prowadzi własną telewizję internetową, Niezależną Telewizję (NTV).